# Richard Monette
Pour les articles homonymes, voir Monette.
Richard Monette est un acteur et réalisateur canadien né le 19 juin 1944 à Montréal (Canada) et décédé le 9 septembre 2008 à London (Ontario) à l'âge de 64 ans. Grand Shakespearien, il fut un des piliers du festival de théâtre de Stratford (Ontario). Il contribua puissamment, en qualité de directeur artistique, metteur en scène et comédien, au rayonnement artistique de cette manifestation, l'un des principaux festivals consacrés à Shakespeare à travers le monde.

## Filmographie

### comme acteur
- 1989 : The Comedy of Errors (TV)
- 1973 : On m'appelle Zapper (Big Zapper) : Rock Hard
- 1976 : Chercher la femme (Find The Lady) : Bruce La Rousse
- 1981 : A Far Cry from Home (TV)
- 1984 : Iceman : Hogan
- 1986 : Dancing in the Dark : The doctor
- 1986 : Mania (TV) : Jack Benson (segment "The Intruder")
- 1986 : Manhattan Connexion (Popeye Doyle) (TV) : Patrick Henley
- 1986 : Crime de la passion (The High Price of Passion) (TV) : Asst. Dist. Atty. Joe Grant
- 1987 : Higher Education : Robert Bley
- 1987 : Much Ado About Nothing (TV) : Benedick
- 1987 : I've Heard the Mermaids Singing : Clive
- 1987 : Le Bal de l'horreur 2 : Hello Mary Lou (Hello Mary Lou: Prom Night II) : Father Cooper
- 1989 : Murder by Night (TV)
- 1992 : The Good Fight (TV) : Dr. Lemmon
- 1994 : Fatalité (And Then There Was One) (TV) : Dr. Lloyd
- 1995 : Harrison Bergeron (TV) : Eric Shockley
- 1997 : Dors ma jolie (While My Pretty One Sleeps) (TV)

### comme réalisateur
- 1988 : The Taming of the Shrew (TV)

## Récompenses et nominations

### Récompenses
- Ordre du Canada